# Oker (banda)
OKER es un grupo de heavy metal y hard rock fundado en Madrid, España. Enfocado principalmente al sonido y actitud de los ochenta, OKER prefieren una definición más explícita, que denominan 'auténtico heavy macarra callejero en español'.

## Biografía

### Primeros tiempos
OKER comienza su actividad en el año 2005, en el que Lolo (guitarra rítmica) y Álvaro Destroyer (guitarra solista) se conocen.
La primera formación, Lolo, Destroyer, Dani (voz), Pablo (batería) y Alberto (bajo) da tres conciertos hasta que optan por cambiar de cantante para encontrar a alguien más acorde con su estilo.

### Entrada de Xina en la banda
Decidiendo quién podría ser el nuevo vocalista, piensan en audicionar a una amiga de Alvaro Destroyer, "Xina", y determinan que es la cantante perfecta para OKER.
Pero entonces, nada más fijar que sería su cantante, Pablo se marcha.
Después de unos meses de intentos sin obtener resultados, encuentran a José A, actual batería de OKER, y consiguen lo que sería su formación estable.

### Grabación del EP “Dale Caña” y entrada de Juanky
En verano de 2009 graban su primer MCD autoproducido de 5 temas, titulado "Dale Caña" y venden las 500 copias editadas, en un periodo inferior a dos meses.
Entremedias consiguen entrar en el festival "Leyendas del Rock", en Murcia. Pero en medio de esta pequeña gira Alberto decide abandonar. A los tres días incorporan a Juanky como bajista, lo cual implica una mejoría de sonido, dada su experiencia.
Tras el lleno con Ciclón y Harakiri, se empiezan a oír ciertos rumores sobre Oker y Panzer juntos, que a mediados de abril se confirman; Oker anuncia una fecha junto a Panzer el 11 de junio de 2010 en la sala Excalibur de Vallecas.
Después de varios conciertos en distintas ciudades como Toledo, Málaga, Asturias, Zaragoza, Valencia, Murcia, Guadalajara, Palencia, Madrid, Miranda de Ebro y otras, terminan la gira Dale Caña.

### Grabación del LP “Burlando a la Muerte”
En mayo de 2011 sale a la venta el LP debut "Burlando a la muerte" bajo el sello Santo Grial grabado en los estudios New Life (Puente de vallecas) por los técnicos Jose y Dani y comienzan a preparar lo que será su nueva gira "Burlando a la Muerte".
Tras el éxito de su nuevo LP “Burlando a la muerte” la joven banda comienza a hacerse un hueco en el panorama español, tocando en importantes conciertos y festivales. Su primer éxito se produce en las fiestas de San Nicasio de Leganés junto a Asfalto con una gran aceptación por parte del público.
Editan su primer videoclip alcanzando en apenas dos meses casi 12.000 visitas, y abren su gira “Burlando a la muerte” en Zaragoza, con un Agotado en taquilla, haciendo mella en el festival Espectros junto a grupos de la talla de Picture y confirmando su vuelta al festival Leyendas del Rock 2012, su presentación en Madrid Junto a Zarpa y Sombras del Destino, la actuación con Los Suaves en el teatro Egaleo y la posterior confirmación en el festival Pax Julia Metal Fest en Portugal junto a Dawnrider y Midnight Priest.
Entre tanto también se abren paso con numerosas entrevistas en radios y diversos medios de comunicación, llegando incluso a Sudamérica.

## Discografía

### Álbumes de estudio
| Año  | Título               | Compañía discográfica |
| ---- | -------------------- | --------------------- |
| 2009 | Dale Caña            | Autoproducido         |
| 2011 | Burlando a la Muerte | Santo Grial           |
| 2013 | Culpable             | Warner Music          |